# Виратурские языки
Виратурские языки (языки виратури; Wiradhuric languages, Central inland New South Wales) — группа вымерших австралийских языков, входящих в пама-ньюнгскую языковую семью. Были распространены в центральной части Нового Южного Уэльса.
Включают языки:
- камилараай (Gamilaraay)
- группа виратури-нгиямпаа
  - виратури
  - нгиямпаа (Ngiyambaa)